# Goorse Mixed Hockey Club
De Goorse Mixed Hockey Club (GMHC) is een hockeyclub uit Goor, gemeente Hof van Twente. De club is opgericht in 1960 en heeft ongeveer 300 leden.
1. ↑  KNHB Clubs, peildatum 31-10-2020